# 중국의 로마 가톨릭 교구 목록
중국의 로마 가톨릭 교구는 중국과 관계단절전에 20개 관구에 20개 관구장좌 대교구와 92개 일반 교구로 구성되었으며 교황직속 전교지역으로 준교구인 대목구 29개와 관리구 2개가 있다. 현재의 교구명칭 상당수는 행정구역명이 변경전의 이름이 있으므로 옆에 주소를 첨부하였다.

## 교구(敎區)

### 안칭 관구(安慶 管區)
- 안칭 관구장좌 대교구 (安慶 管區長座 大敎區) =안후이성 안칭시
  - 범부 교구 (蚌埠) =안후이성 범부시
  - 우후 교구 (蕪湖 敎區)= 안후이성 우후시

### 베이징 관구(北京 管區)
- 베이징 관구장좌 대교구(北京 管區長座 大敎區)=베이징 직할시
  - 안궈 교구(安國 敎區) =허베이성 바오딩시 안궈시
  - 바오딩 교구(保定 敎區)=허베이성 바오딩시
  - 다밍 교구(大名 敎區) =허베이성 한단시 다밍현
  - 징현 교구(景縣 敎區) =허베이성 헝수이시 징현
  - 순더 교구(順得 敎區) =허베이성 형대시
  - 텐진 교구(天津 敎區) = 텐진 직할시
  - 센현 교구(獻縣 敎區) = 허베이성 창저우시 센현
  - 쉬안화 교구(宣化 敎區)= 허베이성 장자커우시
  - 융넨 교구(永年 敎區)= 허베이성 한단시 웨이현
  - 융핑 교구(永平 敎區)= 허베이성 진횡다오시 루룽현
  - 자오현 교구(趙縣 敎區)=헤베이성 스좌장시 자오현
  - 정딩 교구(正定 敎區)=허베이성 스좌장시 정딩현

### 창사 관구(長沙 管區)
- 창사 관구장좌 대교구(長沙 管區長座 大敎區)=후난성 창사시
  - 청더 교구(常德 敎區) =후난성 청더시
  - 헝저우 교구(衡州 敎區) = 후난성 헝양시
  - 위안링 교구(沅陵 敎區) =후난성 화이화시 위안링현

### 충칭 관구(重慶 管區)
- 충칭 관구장좌 대교구(重慶 管區長座 大敎區) =충칭직할시 일부
  - 청두 교구(成都 敎區) = 쓰촨성 청두시
  - 러산 교구(乐山 敎區) = 쓰촨성 러산시 =지아딩교구( 嘉定教区)
  - 캉딩 교구(康定 敎區) =쓰촨성 간쯔자치주 캉딩현
  - 닝원교구(寧遠敎區)=쓰촨성 량산자치주 시창시
  - 난충 교구(南充 敎區) =쓰촨성 난충시
  - 이빈 교구(宜宾 敎區)= 쓰촨성 이빈시
  - 완현 교구(萬縣 敎區)=충칭시 완저우구

### 푸저우 관구(福州 管區)
- 푸저우 관구장좌 대교구(福州 管區長座 大敎區)=푸젠성 푸저우시
  - 푸닝 교구(福寧 敎區) = 푸젠성 닝더시 사푸현
  - 팅저우 교구(汀州 敎區) =푸젠성 룽옌시 창팅현
  - 샤먼 교구(廈門 敎區) = 푸젠성 샤먼시

### 광저우 관구(廣州 管區)
- 광저우 관구장좌 대교구(廣州 管區長座 大敎區)= 광둥성 광저우시
  - 베이하이 교구(北海 敎區) = 광시자치구 베이하이시
  - 장먼 교구(江門 敎區) =광둥성 장먼시
  - 자잉 교구(嘉應 敎區)= 광둥성 메이저우시
  - 산터우 교구(汕头 敎區)= 광둥성 산터우시
  - 샤오관 교구(韶关 敎區)= 광둥성 샤오관시

### 구이양 관구(貴陽 管區)
- 구이양 관구장좌 대교구(貴陽 管區長座 大敎區)=구이저우성 구이양시
  - 난룽 교구(南龍 敎區)=구이저우성 첸시난주 안룽현

### 항저우 관구(杭州 管區)
- 항저우 관구장좌 대교구(杭州 管區長座 大敎區)= 저장성 항저우시
  - 리수이 교구(麗水 敎區) =저장성 리수이시
  - 닝보 교구( 寧波 敎區) =저장성 닝보시
  - 타이저우 교구 (台州 敎區) = 저장성 타이저우시
  - 융자 교구(永嘉 敎區) =저장성 원저우시

### 우한 관구(武汉 管區)
- 우한 관구장좌 대교구(武汉 管區長座 大敎區) =후베이성 우한시 일부
  - 한양 교구( 漢陽 敎區)=후베이성 우한시 한양구
  - 랴오허커우 교구(老河口 敎區)= 후베이성 상판시 라어허커우시
  - 푸지 교구(蒲圻 敎區) =후베이성 상판시 적벽시
  - 치저우 교구(蘄州 敎區)= 후베이성 황강시 치춘현
  - 시난 교구(施南 敎區)= 후베이성 언스자치주 언스시
  - 우창 교구(武昌 敎區)= 후베이성 우한시 우창구
  - 샹양 교구(襄陽 敎區)= 후베이성 상양시
  - 이창 교구(宜昌 敎區)= 후베이성 이창시

### 지난 관구(濟南 管區)
- 지난 관구장좌 대교구(濟南 管區長座 大敎區) =산둥성 지난시
  - 카오저우 교구(曹州 敎區) = 산둥성 허쩌시
  - 칭다오 교구(青島 敎區) = 상둥성 칭다오시
  - 양구 교구(陽穀 教区)= 산둥성 랴오청시
  - 옌타이 교구(煙台 敎區)= 산둥성 옌타이시
  - 옌저우 교구(兖州 敎區)= 산둥성 지닝시 옌저우시
  - 이저우 교구( 沂州 敎區)=산둥성 린이시
  - 저우춘 교구(周村 敎區)= 산둥성 쯔보시

### 카이펑 관구(開封 管區)
- 카이펑 관구장좌 대교구( 開封 管區長座 大敎區)= 허난성 카이펑시
  - 구이데 교구( 歸德 敎區) =허난성 상추시
  - 뤄양 교구(洛陽 敎區) =허난성 뤄양시
  - 난양 교구(南陽 敎區) =허난성 난양시
  - 웨이후이 교구(衛輝 敎區) = 허난성 신샹시
  - 신양 교구(信陽 敎區) =허난성 신양시
  - 정저우 교구(鄭州 敎區)=허난성 정저우시
  - 주마디안 교구(駐馬店 敎區)=허난성 주마디안시

### 쿤밍 관구(昆明 管區)
- 쿤밍 관구장좌 대교구(昆明 管區長座 大敎區)=윈난성 쿤밍시
  - 다리 교구(大理 敎區)=윈난성 다리주 다리시

### 란저우 관구(蘭州 管區)
- 란저우 관구장좌 대교구(蘭州 管區長座 大敎區)=간쑤성 란저우시
  - 핑량 교구(平涼 敎區)= 간쑤성 핑량시
  - 진저우 교구(秦州 敎區) = 간쑤성 텐수이시

### 난창 관구(南昌 管區)
- 난창 관구장좌 대교구(南昌 管區長座 大敎區)=장시성 난창시
  - 간저우 교구(贛州 敎區)=장시성 간저우시
  - 지안 교구(吉安 敎區)=장시성 지안시
  - 난청 교구(南城 敎區)=장시성 푸저우시 난청현
  - 유장 교구(餘江 敎區)= 장시성 잉탄시 위장현

### 난징 관구(南京 管區)
- 난징 관구장좌 대교구(南京 管區長座 大敎區)=장쑤성 난징시
  - 하이먼 교구(海门 敎區)= 장쑤성 난통시 하이먼시
  - 샹하이 교구(上海 教区)=상하이 직할시
  - 쑤저우 교구(苏州 教区)=장쑤성 쑤저우시
  - 쉬저우 교구(徐州 教区)=장쑤성 쉬저우시

### 난링 관구(南寧 管區)
- 난링 관구장좌 대교구(南寧 管區長座 大敎區)=광서자치구 난링시
  - 우저우 교구(梧州 教区)=광서자치구 우저우시

### 선양 관구(瀋陽 管區)
- 선양 관구장좌 대교구(瀋陽 管區長座 大敎區)=랴오닝성 선양시
  - 츠펑 교구(赤峰 教区)=네이멍구자치구 츠펑시
  - 푸순 교구(撫順 教区)=랴오닝성 푸순시
  - 지린 교구(吉林 教区)= 지린성 지린시
  - 러허 교구(熱河 教区)=허베이성 청더시
  - 쓰핑지에 교구(四平街 教区)=지린성 쓰핑시
  - 옌지 교구(延吉 教区)=지린성 연변조선족자치주 옌지시
  - 잉커우 교구(營口 教区)=랴오닝성 잉커우시

### 후허하오터 관구(呼和浩特 管區)
- 후허 하오터 관구장좌 대교구(呼和浩特 管區長座 大敎區)=네이멍구자치구 후허하오터시
  - 진잉 교구(集寧 教区)= 네이멍구자치구 우란차부시
  - 닝샤 교구(寧夏 教区)= 닝샤자치구 은촨시
  - 시완지 교구(西彎子 教区)= 허베이성 장자커우시

### 타이위안 관구(太原 管區)
- 타이위안 관구장좌 대교구(太原 管區長座 大敎區)=산시성 타이위안시
  - 다퉁 교구(大同 教区)=산시성 다퉁시
  - 펀양 교구(汾陽 教区)=산시성 뤼량시 펀양시
  - 홍둥 교구(洪洞 教区)=산시성 린펀시 홍둥현
  - 창즈 교구(長治 教区)=산시성 창즈시
  - 쉬저우 교구(朔州 教区)= 산시성 쉬저우시
  - 진중 교구(晋中 教区)=산시성 진중시

### 시안 관구(西安 管區)
- 시안 관구장좌 대교구(西安 管區長座 大敎區)=섬서성 시안시
  - 펑상 교구(鳳翔 教区)=섬서성 바오지시 펑상현
  - 한중 교구(漢中 教区)= 섬서성 한중시
  - 싼위안 교구(三原 教区)= 섬서성 센양시 싼위안현
  - 옌안 교구(延安 教区)= 섬서성 연안시
  - 저우즈 교구(周至 教区)=섬서성 시안시 저우즈현

### 교황 직할 관리구
- 바오칭 대목구(寶慶 代牧区)
- 구이린 대목구(桂林 代牧区)
- 하이난 대목구(海南 代牧区)
- 하이저우 대목구(海州 代牧区)
- 자무시 대목구(佳木斯 代牧区)
- 지안우 대목구(建甌 代牧区)
- 장저우 대목구(絳州 代牧区)
- 린둥 대목구(林東 代牧区)
- 린칭 대목구(臨清 代牧区)
- 리저우 대목구(澧州 代牧区)
- 치치할 대목구(齊齊哈爾 代牧区)
- 샤오우 대목구(邵武 代牧区)
- 샤시 대목구(沙市 代牧区)
- 시찬 대목구(石阡 代牧区)
- 수이샨 대목구(隨縣 代牧区)
- 통저우 대목구(同州 代牧区)
- 턴시 대목구(屯溪 代牧区)
- 웨이하이웨이 대목구(威海衛 代牧区)
- 샹탄 대목구(湘潭 代牧区)
- 싱안푸 대목구(興安府 代牧区)
- 시닝 대목구(西寧 代牧区)
- 신쟝 대목구(新疆 代牧区)
- 신샹 대목구(新鄉 代牧区)
- 양저우 대목구(揚州 代牧区)
- 이두시안 대목구(益都縣 代牧区)
- 이시안 대목구(易縣 代牧区)
- 융저우 대목구(永州 代牧区)
- 웨저우 대목구(岳州 代牧区)
- 자오퉁 대목구(昭通 代牧区)
- 하얼빈 관리구(哈爾濱 管理區)
- 러시아전례 하얼빈 관리구(哈爾濱 管理區)

## 같이 보기
- 성좌-중국 관계